# Pustite Karola
Pustite Karola je název studiového alba slovenské skupiny z Nitry Horkýže Slíže. Název kapely znamená ve slovenštině Kdeže nudle. Spíše se ale volně do češtiny překládá jako "Tůdle nůdle". Album bylo vydané dne 4. září 2017 

## Seznam skladeb
1. Hazard
2. Keď budeš na compe
3. Hlasité stony
4. Pesnička
5. Vojtech
6. Ratatata
7. Nebolo to zleee
8. Blues starej ubytovne 2
9. Kozy, husle, Rooney
10. Nervy
11. Bezďák pôjde po červenom koberci
12. Animals
13. Starý Čočil